# Militärhafen Toulon

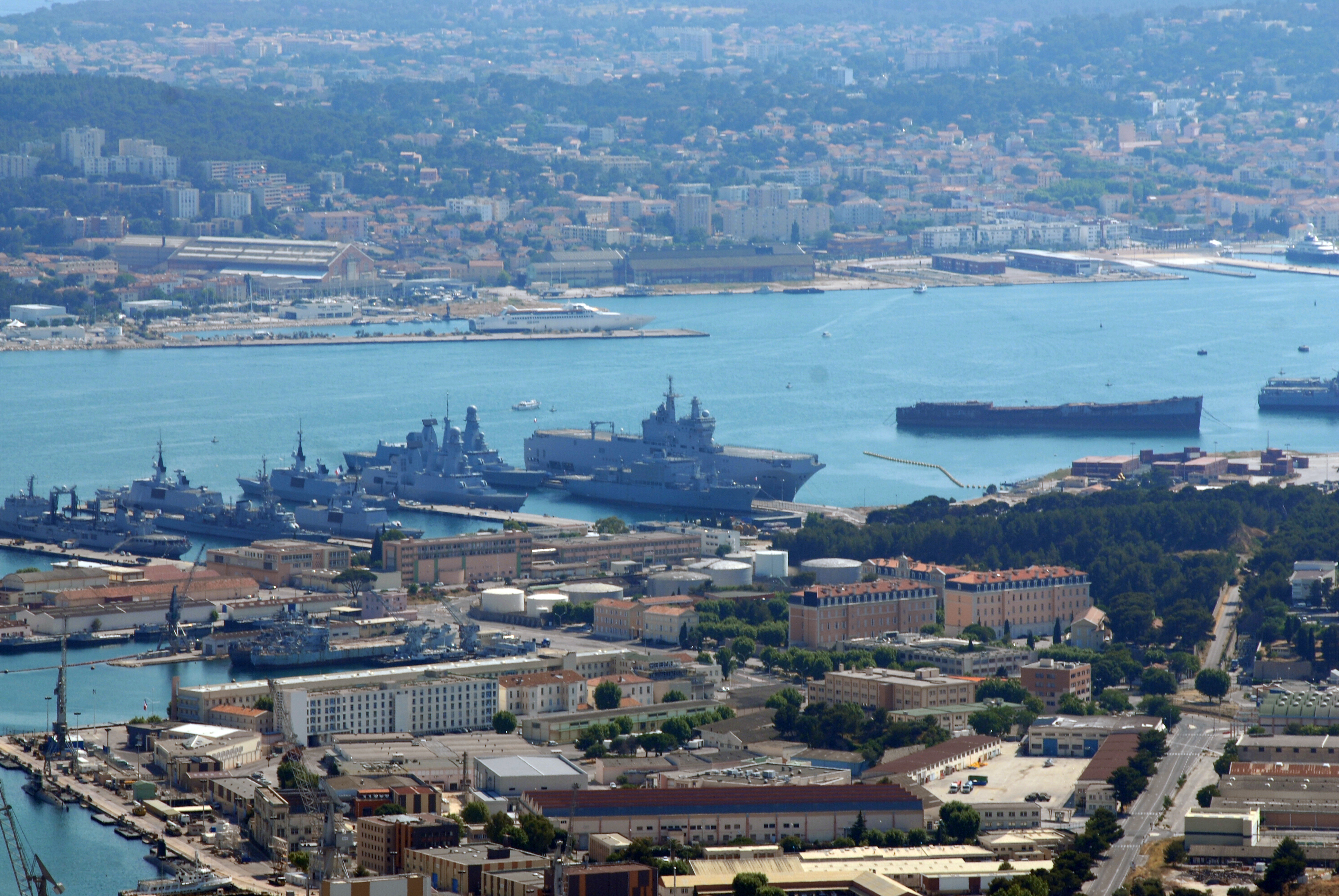
Militärhafen Toulon (Juli 2009)

Der Militärhafen Toulon ist ein Marinestützpunkt der französischen Marine in Toulon. Er befindet sich an der Côte d’Azur am östlichen Ende des Golfe du Lion. Der Ausbau zum Militärhafen erfolgte etwa ab 1486. Ludwig XIV. vergrößerte ihn erheblich. Er ist heute der größte französische Militärhafen, in dem etwa 60 % der Kriegsschifftonnage Frankreichs stationiert ist, und Stützpunkt der französischen Flotte im Mittelmeer.
Der Hafen unterstand im Zweiten Weltkrieg bis zur deutschen Besetzung dem Vichy-Regime. Am 27. November 1942 versenkte sich dort die Vichy-Flotte.